# Arebius obesus
Arebius obesus är en mångfotingart som först beskrevs av Anton Julius Stuxberg 1875.  Arebius obesus ingår i släktet Arebius och familjen stenkrypare. Utöver nominatformen finns också underarten A. o. obesus.